# Отцы-пилигримы

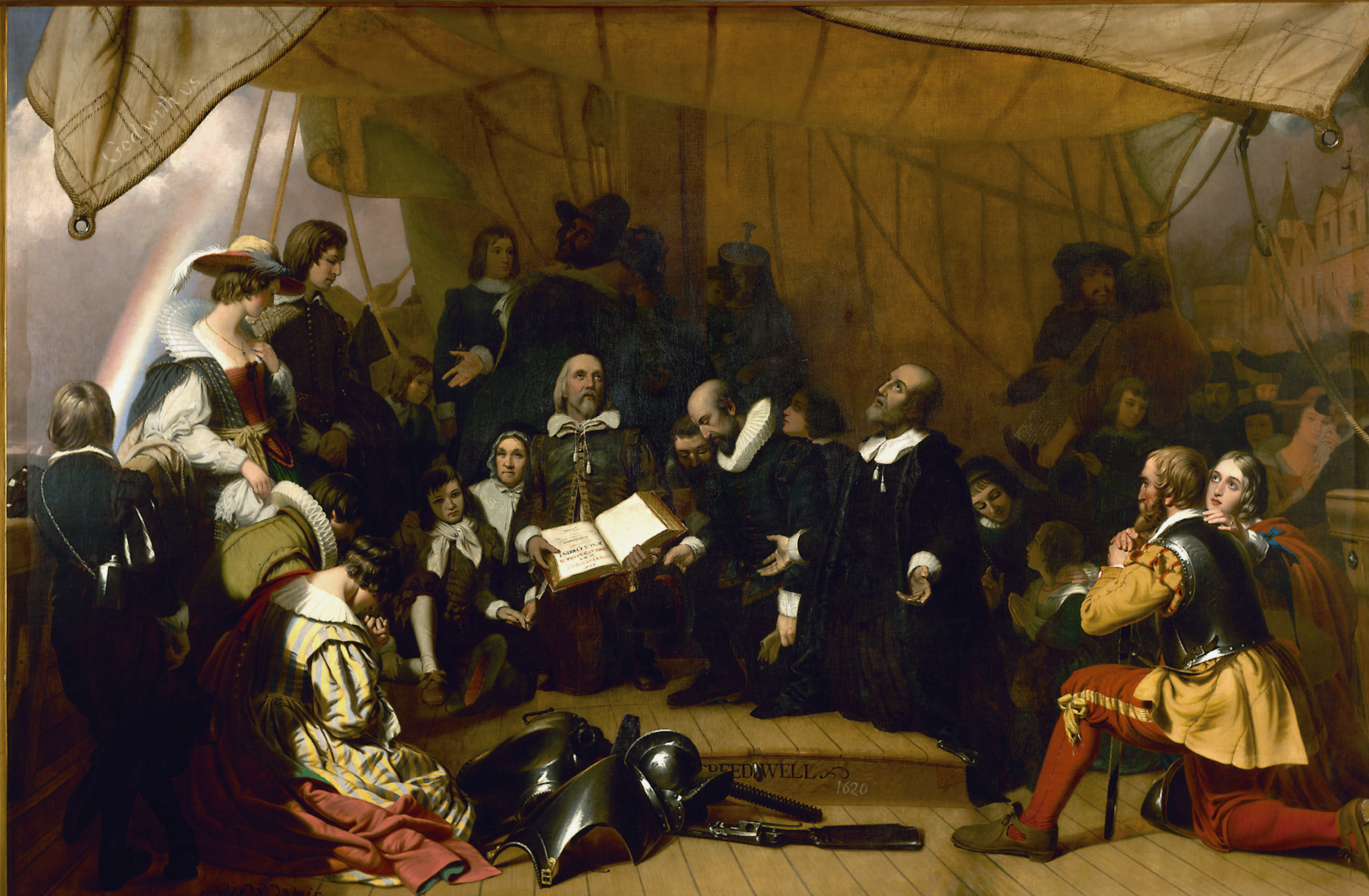
Роберт Вейр (Robert W. Weir). Отцы-пилигримы садятся на корабль. 1844 год.

Отцы́-пилигри́мы (англ. Pilgrim Fathers) — название первых поселенцев, прибывших для создания новой колонии в Северной Америке. Плимутская колония (в настоящее время город Плимут, штат Массачусетс), основанная в 1620 году, стала первым английским поселением с постоянным населением и первым крупным поселением в Новой Англии, вторым успешным английским поселением (после основанного в 1607 году Джеймстауна в Виргинии) на территории современных США.
Будучи глубоко религиозными людьми, поселенцы Плимутской колонии отличались пуританскими нравами и приверженностью традициям. Некоторые из их традиций стали неотъемлемой частью американской культуры; к числу таковых относится обычай праздновать День благодарения (впервые отмечался пилигримами в Новом Плимуте в 1621 году). История отцов-пилигримов, переселившихся за океан в поисках религиозной свободы, стала центральной в истории и культуре Соединённых Штатов Америки.

## История
Основную часть поселенцев составляли английские пуритане-индепенденты, религиозные диссиденты. Недовольные тем, что господствующая Англиканская церковь склоняется к идеям католицизма, они желали создать независимую церковь. Одна из подпольных общин собиралась в деревушке Скруби графства Йорк. Её лидерами были проповедники Ричард Клифтон и Джон Моррисон.
Из-за преследования со стороны властей диссиденты перебрались из Англии в Нидерланды, где к их взглядам относились терпимо, в 1608 году — в Амстердам, а в 1609 году — в Лейден. К 1617 году община, которую возглавлял Джон Робинсон, обосновалась на новом месте и возросла до 300 членов. Однако многие переселенцы не нашли работы в Нидерландах, а некоторые, не выдержав тяжелых условий жизни и культурных различий, уезжали обратно в Англию. Новое поколение, родившееся на голландской земле, забывало традиции и обычаи предков. Общину ожидала постепенная ассимиляция.
После долгих размышлений было решено отправиться в Америку, в недавно основанную (1607) колонию Вирджиния. Прежние колонисты могли оказать поддержку в защите от враждебных местных племён. С другой стороны, территория колонии была достаточно велика, чтобы вновь прибывшие могли поселиться на некотором расстоянии от прежних поселений и чувствовать себя относительно независимо. Для переезда и обустройства пуритане нуждались в кредитах и разрешении на строительство. Они нашли такую поддержку у Томаса Вестона, лондонского торговца скобяным товаром.
В 1620 году пуритане получили от «Вирджиния Компани» право на землю в Северной Америке на условиях отработки. Компания оплатила их переезд. На корабле «Спидвел» они отправились из Голландии в Англию. В Саутгемптоне к ним присоединилась ещё одна группа переселенцев на корабле «Мэйфлауэр». 15 августа оба корабля отплыли в Плимут, но вскоре оказалось, что «Спидвел» непригоден для плавания через океан. Его пассажиры перешли на борт «Мэйфлауэра». 16 сентября 1620 года корабль, на борту которого находились 102 человека, вышел в море.
Двухмесячное океанское плавание было тяжелым. Из-за бурь и штормов корабль отклонился далеко на север. Два человека умерли в пути. Один родился на корабле и получил имя Океанус Хопкинс.
21 ноября «Мэйфлауэр» бросил якорь у мыса Код (ныне штат Массачусетс). Среди наиболее известных пассажиров «Мейфлауэра» были Уильям Брэдфорд, Уильям Брюстер, Джон Карвер и капитан пилигримов Майлз Стэндиш.

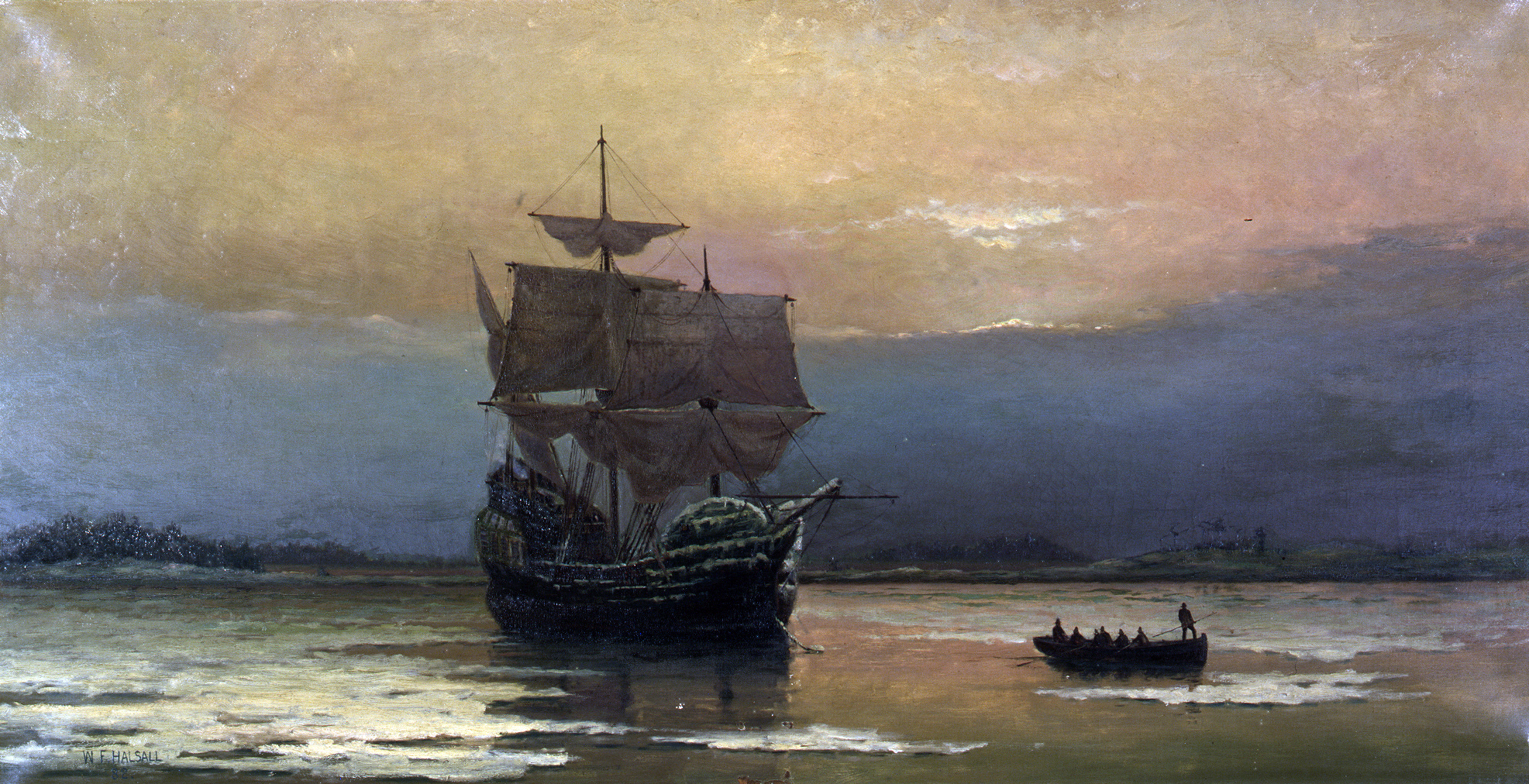
Корабль Мейфлауэр, который перевез «пилигримов» в Новый Свет. Полотно Уильяма Холсалла, 1882.

Сразу по прибытии среди пуритан возник конфликт. Из-за ошибки в курсе колонисты оказались гораздо севернее участка земли в Вирджинии, который они должны были отработать. В связи с этим часть их считала контракт с Вирджинской компанией утратившим силу. В результате переговоров 21 ноября 41 человек, главы всех семей поселенцев, подписали так называемое «Мэйфлауэрское соглашение». В этом соглашении они закрепили намерение основать колонию и обязались подчиняться законам, «которые будут считаться подходящими и соответствующими общему благу колонии». Это соглашение стало со временем символом демократического самоуправления. После подписания губернатором был избран Джон Карвер. После его смерти (1621) губернатором стал Уильям Брэдфорд, который занимал этот пост 11 лет, и до его смерти (1657) его избирали на различные должности. В 1650 он опубликовал книгу «Плимутское поселение» — достоверное свидетельство очевидца, один из первых образцов американской историографии.
С 25 ноября небольшие группы переселенцев начали высаживаться на берегу и обследовать новую землю. Почти сразу же на них напали индейцы. Благодаря огнестрельному оружию поселенцы вышли победителями из вооруженного столкновения.

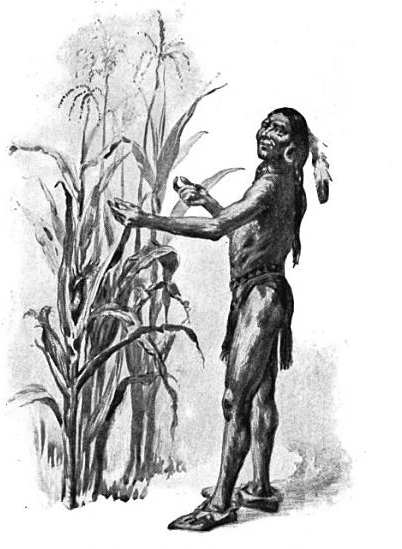
Скванто обучает колонистов

25 декабря, в Рождество, колонисты начали строить Дом собраний, положив этим начало поселению Нью-Плимут. Зимовали они на корабле, страдая от холода и болезней. Лишь половина прибывших пережила тяжелую первую зиму. Однако остальные не пали духом. Индеец по имени Тискуантум, которого пилигримы называли Скванто, знакомый ранее с английскими моряками и немного понимавший их речь, научил их выращивать маис и тыкву и показал, где ловится рыба и водится дичь. С его помощью пилигримы выжили в диком незнакомом краю и оценили Скванто как помощника, нежданно посланного Богом для их блага. На следующий год колонисты сумели обеспечить себя зерном на зиму. По этому поводу губернатор колонии Брэдфорд объявил один день днем благодарения Богу. Этот обычай позже распространился по всем колониям Новой Англии, а в 1789 году первый президент США Джордж Вашингтон объявил 26 ноября общенациональным Днем Благодарения.
В наши дни десятки миллионов жителей США имеют хотя бы одного предка из числа отцов-пилигримов.

## Происхождение названия
Первоначально у пилигримов не было собственного названия. Иногда они называли себя святыми, богоизбранным народом. Другие их названия — сепаратисты или браунисты (от имени автора идеи сепаратизма Роберта Брауна). Название — библейского происхождения, восходит к посланию ап. Павла к евреям (Евр. 11:13-14). Впервые оно появляется в книге Уильяма Брэдфорда «Плимутское поселение». В 1793 году на празднике «Дня отцов-первопоселенцев» в Плимуте преподобный Чарльз Роббинс употребил это название в проповеди, а в 1820 году в своей речи — известный политик и оратор Дэниэл Уэбстер. В 1825 году была опубликована поэма англичанки Фелиции Хеманс «Прибытие отцов-пилигримов в Новую Англию». К 1840 году название «Отцы-Пилигримы» стало общеупотребительным.

## В кино
- «Святые и чужаки» (Saints and Strangers) — реж. Пол А. Эдвардс (США, 2015).